# Les Chants de Maldoror
Les Chants de Maldoror (Os Cantos de Maldoror) é uma obra de poesia em prosa, composta de seis partes ("cantos"), escrita entre 1868 e 1869 pelo Conde de Lautréamont (pseudónimo de Isidore Ducasse, poeta francês de origem uruguaia) e publicada em 1869. É considerada uma das obras seminais da literatura fantástica, ainda que o seu universo estranho e mórbido seja de difícil classificação. O poema está dividido em sessenta secções de extensão irregular, designadas pelo autor como estrofes, distribuídas por seis cantos. O poema descreve cenas brutais, por vezes de violência extrema, em que os principais temas são a crueldade, a maldade, a covardia e a estupidez humana.
Ao longo da narração das cenas horríveis que são descritas, o narrador vai antecipando questões, dirigindo-se explicitamente ao leitor (que aqui aparece mais ou menos identificado como sendo os destinatários do poema – ainda que por vezes se dirija especificamente a um leitor singular), explicando o que é dito, de forma algo paralela às observações feitas por Virgílio a Dante, ao longo da Divina Comédia, ainda que neste caso, o narrador tenha mais tendência a lembrar o leitor de que tais situações são fictícias, enquanto que Virgílio parecia, com a sua autoridade clássica, legitimar as ocorrências descritas por Dante. Ao longo do poema nota-se, aliás, como este narrador se vai distanciando daquilo que é contado, o que pode ser interpretado como uma evolução do próprio autor enquanto escritor. O poema está repleto de passagens que são frequentemente criticadas, como sendo absurdas ou de gosto duvidoso, além de partes que terão sido plagiadas de livros científicos.
O livro foi traduzido em Portugal por Pedro Tamen e editado pelas editoras Momo, Antígona, Quasi, Fenda e Moraes. Uma das duas ilustrações portuguesas do texto publicada foi efectuada por Luís Alves da Costa, em 1987, e editada pela Fundação Calouste Gulbenkian, em 1992. A outra foi por Ricardo Castro, para a editora Momo, em 2015.
A banda portuguesa Mão Morta trabalhou em temas e encenação com a temática dos Cantos de Maldoror.

## Comparação entre as traduções portuguesas deLes Chants de Maldoror
As traduções contemporâneas em língua portuguesa de Les Chants de Maldoror, publicadas no site maldoror.com, apresentam abordagens estilísticas distintas. A versão em português europeu, intitulada Os Cantos de Maldoror, utiliza um registro mais formal e literário, enquanto a versão em português do Brasil, sob o título Os Cantares de Maldoror, adota uma linguagem mais direta e coloquial.
No início da obra, é possível observar essa diferença de tom. A versão europeia apresenta a seguinte formulação:
«Que o céu permita que o leitor [...] encontre [...] o seu caminho abrupto e selvagem através dos pântanos desolados destas páginas sombrias [...]»
Enquanto a versão brasileira utiliza:
«Que o céu deixe o leitor [...] achar [...] seu caminho íngreme e selvagem pelos pântanos desolados destas páginas escuras [...]»
Outro exemplo pode ser encontrado na apresentação da infância do personagem:
- Português europeu:*

«Estabelecerei em poucas linhas como Maldoror foi bom durante os seus primeiros anos [...]»
- Português do Brasil:*

«Vou mostrar em poucas linhas como Maldoror foi bonzinho nos primeiros anos [...]»
E também no encerramento de uma das estrofes:
- Europeu:*

«A pedra gostaria de se subtrair às leis da gravidade? Impossível. Impossível, se o mal quisesse aliar-se ao bem.»
- Brasileiro:*

«Será que a pedra ia querer escapar das leis da gravidade? Impossível. Impossível, se o mal quisesse se juntar com o bem.»
Essas diferenças ilustram como uma mesma obra pode ser interpretada de formas diversas em função do registro linguístico. As escolhas de vocabulário e de construção sintática em cada variante refletem estratégias distintas de tradução, que influenciam a recepção e a caracterização do protagonista.